# Mochna jahodovitá
Mochna jahodovitá (Potentilla sterilis) je vytrvalá rostlina z čeledi růžovité. Vyskytuje se převážně v Evropě. Na první pohled je zaměnitelná s jahodníkem obecným, ale má menší korunní lístky. 

## Popis
Tato rostlina dosahuje výšky až 15 centimetrů, je chlupatá s dlouhými, kořenujícími odnožemi. Listy tvoří přízemní růžici, jsou dlouze řapíkaté, dlanitě trojdílné. Okraje lístků jsou hrubě zubaté. Koncový zub lístků je výrazně menší a kratší než oba sousední zuby.
Květenství je kružel s jedním až třemi květy, které jsou pravidelné. Květní stopky chlupaté. Květy 1 až 1,5 cm široké, s pěti korunními plátky, jež nejsou srostlé. Květní lůžko nevytváří dužnaté plodenství, ale suché souplodí nažek.

## Ekologie
Mochna jahodovitá se vyskytuje na okrajích lesů, především acidofilních teplomilných doubrav, podél lesních cest, na pasekách a v oblastech vývratů. Roste v zeminách chudých na živiny. Vyžaduje polostín. 

## Rozšíření
V České republice se vyskytuje velmi zřídka. Byla zaznamenána místa výskytu na Prostějovsku u Slatinic a dále pak u Valtic. V Evropě se nachází převážně v severských zemích – Švédsku a Velké Británii. Okrajově zasahuje též na kanadský Newfoundland. 

## Doba kvetení
Duben až květen.

## Ohrožení
Mochna jahodovitá je umístěna na Červeném seznamu 2017 jako kriticky ohrožený druh. 